# The Last Quarter
Albums de Nanase Aikawa
Purana
(2001) 7 seven
(2004)
EPs par Nanase Aikawa
The First Quarter
(2005)
Compilations par Nanase Aikawa
ID
(1999) ID：2
(2003)
The Last Quarter est le 1er mini-album de Nanase Aikawa, sorti sous le label Avex Trax le 27 septembre 2001 au Japon. Il atteint la 15e place du classement de l'Oricon et reste classé pendant 4 semaines.

## Liste des titres
| 1. | Koibito ja Naku Naru Hi (恋人じゃなくなる日) |  |
| 2. | Still Rain                                   |  |
| 3. | Shiawase na Jikan (しあわせにじかん)         |  |
| 4. | Saikou no Tomodachi (「最古の友達」)         |  |
| 5. | Himawari (ヒマワリ)                          |  |
| 6. | Bye-Bye-Bye                                  |  |
| 7. | The Last Quarter                             |  |